# Ahehouen
Ahehouen (Ahehoen, Ahekouen), slabo poznato indijansko pleme koje se spominje tek u zapisima La Salleove ekspedicije. Njihovo obitavalište 1687. bilo je negdje sjevernije od zaljeva Matagorda, možda blizu rijeke Colorado u Teksasu. Ime ovog plemena koje je obitavalo na govornom području Karankawan Indijanaca podsjeća na ime jednog plemena koje se 1754. javlja pod imenom Aguajuani sjeverno ili sjeverozapadno od Nacogdochesa, ali njihova povezanost još nije utvrđena, a jezična pripadnost obje grupe još je nepoznata. Hodge ih zbog geografskog položaja s rezervom navodi među Karankawan plemenima zajedno s ostalim neklasificiranim grupama: Ahouerhopiheim, Arhau, Chorruco, Doguenes, Kabaye, Kiabaha, Kopano, Las Mulas, Mariames, Mendica, Mora, Ointemarhen, Omenaosse, Pataquilla, Quevene, San Francisco i Spichehat.

## Vanjske poveznice
- Ahehouen (Ahehoen, Ahekouen) Indians